# Centuria (Wisconsin)
Centuria – wieś w Stanach Zjednoczonych, w stanie Wisconsin, w hrabstwie Polk.